# Закріплені номери у футболі
Футбольний клуб може закріпити ігровий номер за конкретним футболістом, на знак визнання заслуг, у разі трагічної смерті тощо.

## Опис
Така практика давно існує в північноамериканських ігрових видах спорту, у футболі стала обживатися у 1990-ті роки, оскільки раніше гравці отримували номери на конкретні матчі. Як правило, футболісти стартового складу отримували номери від 1 до 11 залежно від позиції, запасні — номери, починаючи з 12-го. У результаті той самий гравець міг не мати постійного номера протягом сезону через зміну позиції, втрату місця в стартовому складі й інші причини.
Ігрові номери зазвичай закріплюють за гравцями, які залишили команду або завершили спортивну кар'єру. На знак визнання заслуг видатного футболіста клуб закріплює за ним його ігровий номер, таким чином він вилучається з обігу в команді. В інших випадках (Джейсон Майєле, Вітторіо Меро, Марк-Вів'єн Фое, Міклош Фехер, Рей Джонс, Антоніо Пуерта, Сергій Перхун, Роберт Енке) номер закріплюється за трагічно загиблим діючим футболістом. Норвезький клуб «Фредрікстад» закріпив номер за Дагфіном Енерлі, який зламав під час матчу шию й у результаті залишився паралізованим.
Збірні команди Аргентини та Камеруну не змогли закріпити відповідно 10-й номер за Дієго Марадоною і 17-й номер за Марком-Вів'єном Фое, оскільки це суперечить правилам ФІФА щодо розподілу номерів у фінальних міжнародних турнірах, хоча в інших змаганнях, а також у товариських матчах вибір номерів повністю надано національним асоціаціям.
Деякі клуби присвячують ігровий номер своїм уболівальникам і також вилучають його з обігу. Як правило, це номер 12, що відповідає вислову «дванадцятий гравець», яким позначають клубних уболівальників. Такі команди закріпили 12-й номер за своїми уболівальниками:
| - Абердин - Аваі - Австрія - Орхус - Анжі - Атлетіко Мінейру - Баварія - БАТЕ - Бешикташ | - Бристоль Роверс - Волеренга - Вердер - Дженоа - Динамо К - Іллічівець - Карпати (Львів) - Зволле - Зеніт | - Корк Сіті - Крилья Совєтов - Ланс - Лечче - Мальме - Монтеррей - Оденсе - Омонія - ПАОК | - Плімут Аргайл - Портсмут - ПСВ Ейндховен - Рейнджерс - Сатурн - Сканторп Юнайтед - Стокпорт Каунті - Торіно - УАНЛ Тігрес | - Уйпешт - Феєнорд - Фенербахче - Ференцварош - Фламенго - Хаммарбю - ЦСКА |

Шведський «АІК» і московське «Торпедо» закріпили за вболівальниками номер 1. «Норвіч Сіті», «Редінг» і «Брюне» закріпили за вболівальниками 13-й номер, «Панатінаїкос» закріпив цей же номер за фанатською групою Gate 13. «Бристоль Сіті» «видав» уболівальникам номер 31, «Олдем Атлетік» — 40, а «Ростов» — 61 (індекс регіону на автомобільних номерах) .

## Список закріплених номерів
| Команда              | №  | Гравець              | Позиція     | Роки в команді                             | Примітки  | Джерело |
| -------------------- | -- | -------------------- | ----------- | ------------------------------------------ | --------- | ------- |
| Рапід В              | 5  | Петер Шоттель        | Захисник    | 1986—2001                                  |           |         |
| Ліверпуль            | 20 | Діогу Жота           | Нападник    | 2020—2025                                  |           |         |
| Квінз Парк Рейнджерс | 31 | Рей Джонс            | Нападник    | 2006—2007                                  | Посмертно | [ 2 ]   |
| Манчестер Сіті       | 23 | Марк-Вів'єн Фое      | Півзахисник | 2002—2003                                  | Посмертно | [ 3 ]   |
| Манчестер Юнайтед    | 36 | Джиммі Девіс         | Півзахисник | 1999—2003                                  | Посмертно |         |
| Гартлпул Юнайтед     | 25 | Майкл Мейденс        | Півзахисник | 2004—2007                                  | Посмертно | [ 4 ]   |
| Челсі                | 25 | Джанфранко Дзола     | Нападник    | 1996—2003                                  |           |         |
| Гонвед               | 10 | Ференц Пушкаш        | Нападник    | 1939—1956                                  | Посмертно |         |
| Ференцварош          | 2  | Тібор Сімон          | Захисник    | 1985—1999                                  | Посмертно |         |
| Віборг               | 22 | Серен Фредріксен     | Нападник    | 1989—1994, 1998, 2001—2005                 |           |         |
| Вакер Б.             | 11 | Марек Крейчі         | Нападник    | 2004—2007                                  | Посмертно |         |
| Ганновер 96          | 1  | Роберт Енке          | Воротар     | 2004—2009                                  | Посмертно |         |
| Нествед              | 7  | Расмус Грен          | Півзахисник | 2005—2006                                  | Посмертно |         |
| Ольборг              | 12 | Торбен Бойє          | Захисник    | 1984—2002                                  |           |         |
| Хапоель Б-Ш          |    | Часве Нсофва         | Нападник    | 2007                                       | Посмертно |         |
| Аталанта             | 14 | Федеріко Пізані      | Нападник    | 1991—1997                                  | Посмертно |         |
| Брешія               | 10 | Роберто Баджо        | Нападник    | 2000—2005                                  |           |         |
| Брешія               | 13 | Вітторіо Меро        | Захисник    | 1998—2001, 2002                            | Посмертно | [ 6 ]   |
| Дженоа               | 6  | Джанлука Сіньйоріні  | Захисник    | 1988—1995                                  | Посмертно |         |
| Інтернаціонале       | 3  | Джачинто Факкетті    | Захисник    | 1961—1978                                  | Посмертно |         |
| Кальярі              | 11 | Луїджі Ріва          | Нападник    | 1963—1978                                  |           | [ 7 ]   |
| К'єво                | 30 | Джейсон Майєле       | Півзахисник | 2001—2002                                  | Посмертно | [ 8 ]   |
| Ліворно              | 25 | П'єрмаріо Морозіні   | Півзахисник | 2012                                       | Посмертно | [ 9 ]   |
| Мессіна              | 41 | Сальваторе Сулло     | Півзахисник | 2001—2007                                  |           |         |
| Мілан                | 6  | Франко Барезі        | Захисник    | 1977—1997                                  |           | [ 10 ]  |
| Наполі               | 10 | Дієго Марадона       | Півзахисник | 1984—1991                                  |           |         |
| Рома                 | 6  | Алдаїр               | Захисник    | 1990—2003                                  |           | [ 11 ]  |
| Сієна                | 4  | Мікеле Міньяні       | Захисник    | 1996—1997, 1998—2006                       |           |         |
| Америка              | 10 | Куатемок Бланко      | Нападник    | 1992—1997, 1998—2000, 2002—2004, 2005—2007 |           | [ 12 ]  |
| Атланте              | 12 | Фелікс Фернандес     | Воротар     | 1989—1998, 1999—2001, 2002—2003            |           |         |
| Гвадалахара          | 22 | Хосе Мартінес        | Півзахисник | 1970—1981                                  | Посмертно |         |
| УАНЛ Тігрес          | 7  | Херонімо Барбадільйо | Півзахисник | 1977—1982                                  |           |         |
| Аякс                 | 14 | Йоган Кройф          | Півзахисник | 1964—1973, 1983—1984                       |           |         |
| Вітесс               | 4  | Тео Бос              | Захисник    | 1983—1997                                  | Посмертно |         |
| Утрехт               | 4  | Давід ді Томмазо     | Захисник    | 2004—2005                                  | Посмертно | [ 13 ]  |
| Фредрікстад          | 8  | Дагфін Енерлі        | Півзахисник | 2004—2005                                  |           | [ 14 ]  |
| Легія                | 10 | Казімеж Дейна        | Півзахисник | 1966—1978                                  | Посмертно |         |
| Бенфіка              | 29 | Міклош Фехер         | Нападник    | 2002—2004                                  | Посмертно | [ 15 ]  |
| Анжі                 | 11 | Ібрагім Гасанбеков   | Нападник    | 1992—1999                                  | Посмертно |         |
| Урал                 | 23 | Петро Хрустовський   | Нападник    | 1999—2003                                  | Посмертно |         |
| ЦСКА                 | 16 | Сергій Перхун        | Воротар     | 2001                                       | Посмертно |         |
| Лос-Анджелес Гелаксі | 13 | Кобі Джонс           | Півзахисник | 1996—2007                                  |           |         |
| Нью-Йорк Космос      | 10 | Пеле                 | Нападник    | 1975—1977                                  |           |         |
| Зоря (Луганськ)      | 33 | Максим Ів. Білий     | Півзахисник | 2010—2013                                  | Посмертно | [ 16 ]  |
| Карпати (Львів)      | 6  | Лев Броварський      | Півзахисник | 1968—1980                                  | Посмертно |         |
| Кривбас              | 34 | Максим Пашаєв        | Захисник    | 2007—2008                                  | Посмертно |         |
| Маріуполь            | 10 | Степан Молокуцько    | Нападник    | 1997—2002                                  | Посмертно |         |
| Ланс                 | 17 | Марк-Вівьєн Фое      | Півзахисник | 1995—1999                                  | Посмертно |         |
| Олімпік Л.           | 16 | Люк Борреллі         | Воротар     | 1998—1999                                  | Посмертно |         |
| Седан                | 29 | Давід ді Томмазо     | Захисник    | 2001—2004                                  | Посмертно | [ 17 ]  |
| Динамо Ч-Б           | 8  | Карел Поборські      | Півзахисник | 1991—1994, 2005—2007                       |           |         |
| Кальмар              | 15 | Джонні Ерландссон    | Півзахисник | 1973—1988                                  |           | [ 18 ]  |
| Норрчепінг           | 18 | Стефан Пордарсон     | Нападник    | 2004—2007                                  |           | [ 19 ]  |
| Абердин              | 0  | Хішам Зеруалі        | Нападник    | 1999—2002                                  | Посмертно |         |

## Особливі випадки
| Команда         | №  | Гравець              | Позиція               | Роки                                       | Примітки |
| --------------- | -- | -------------------- | --------------------- | ------------------------------------------ | --- |
| Ростов          | 11 | Олександр Маслов     | Нападник              | 1993—1997, 2002—2004                       | Після завершення кар'єри 2004-го року за Масловим був закріплений номер 11. У сезоні 2011/12 номер знову був звільнений. |
| Динамо Бх       | 11 | Кетелін Хилдан       | Півзахисник           | 1994—2000                                  | У другому таймі товариського матчу між «Шантьєрулом» та Динамо (Бх) у Хилдана стався крововилив у мозок, пізніше він помер у лікарні. |
| Мілан           | 3  | Паоло Мальдіні       | Захисник              | 1984—2009                                  | Номер не вилучено з обігу. Мальдіні дав згоду на те, що якщо один з його синів буде грати за клуб, то отримає цей номер. |
| Орландо Пайретс | 22 | Леслі Маньятела      | Нападник              | 2000—2003                                  | Після смерті Маньятели в автокатастрофі номер був закріплений за ним. Однак правила Африканської конфедерації футболу свідчать, що в клубних континентальних змаганнях гравці повинні мати номери від 1 до 30, тому Пайретс відновили використання номера 22.                                                                                      |
| Маккабі Т-А     | 12 | Мені Леві            | Захисник              |                                            | Під час матчу «Маккабі (Т-А)» з Бейтаром Є., Леві прийняв м'яч на груди, віддав пас і за деякий час впав без видимих причин. Гравці допомогли піднятися, але потім він знепритомнів. Згодом до нього була підключена система життєзабезпечення, за деякий час він зміг повернутися додому. Відтоді паралізований.                                  |
| Сантус          | 10 | Пеле                 | Нападник              | 1956—1974                                  | Номер був закріплений за Пеле, але потім повернений в обіг, оскільки правила КОНМЕБОЛ вимагають, щоб у клубних континентальних змаганнях гравці мали номери від 1 до 25. |
| Університаріо   | 22 | Хосе Луїс Карранса   | Півзахисник           | 1986—2004                                  | Клуб закріпив номер за гравцем 2005 року, але за деякий час відновив видачу футболістам у зв'язку з правилами КОНМЕБОЛ, які встановлюють, що гравці повинні мати номери від 1 до 25 у клубних континентальних змаганнях. |
| Данфермлін      | 4  | Норрі МакКейті       | Захисник              | 1996                                       | Після того, як капітан команди був знайдений у себе вдома мертвим в результаті отруєння чадним газом, клуб не став нікому видавати його номер. У той час шотландські клуби видавали перші 11 номерів гравцям основного складу, і «Данфермлін» до кінця сезону 1995—1996 використовував номер 12 у стартовому складі. Пізніше клуб видавав 4 номер. |
| Стабек          | 7  | Крістер Басма        | Захисник              | 1995—1998                                  | На знак визнання заслуг перед клубом номер був закріплений за футболістом. Використання номера було поновлено перед сезоном 2004, коли його отримав Хеннінг Хаугер. |
| Америка         | 10 | Куаутемок Бланко     | Нападник              | 1992—1997, 1998—2000, 2002—2004, 2005—2007 | Номер вилучено з обігу на п'ятирічний період починаючи з червня 2007. Тим не менш, відповідно до правил КОНМЕБОЛ, які свідчать, що в континентальних клубних змаганнях гравці повинні бути пронумеровані від 1 до 25, у Кубку Південної Америки 2007 футболка з № 10 була видана Леоніну Пінеді.                                                   |
| УАНЛ Тігрес     | 7  | Херонімо Барбадільйо | Півзахисник           | 1977—1982                                  | Номер 7 «Тигрів» навічно закріплений за Барбадільйо як визнання його заслуг. Однак у зв'язку з вимогами КОНМЕБОЛ, у деяких випадках він призначається чинним футболістам. У Кубку Лібертадорес 2005 під цим номером виступав Клаудіо Нуньєз, 2006-го року — Вальтер Гаітан.                                                                        |
| Севілья         | 16 | Антоніо Пуерта       | Захисник, півзахисник | 2004—2007                                  | Формально номер закріплений за Пуертою з умовою, що якщо його син стане футболістом «Севільї», то зможе отримати номер батька. Проте в наш час[коли?] під ним виступає захисник Давід Прієто. |
| Олімпік Л.      | 17 | Марк-Вівьєн Фое      | Півзахисник           | 2000—2002                                  | Номер був вилучений з обігу 2003-го року. У сезоні 2008—2009 номер «17» отримав співвітчизник Фое Жан Макун. |
| Васко да Гама   | 11 | Ромаріо              | Нападник              | 1985—1987, 2000—2001, 2005—2006, 2007—2008 | Новий президент «Васко да Гами» скасував згодом це рішення. |